# Ron Bushy
Ron Bushy (Washington, D. C., 23 de diciembre de 1941-Santa Mónica, 29 de agosto de 2021) fue un músico estadounidense, el baterista de la banda de rock psicodélico Iron Butterfly.

## Biografía
Nació en Washington D. C. el 23 de diciembre de 1941. Creció en una familia de militares, que vivieron aproximadamente en 34 estados durante su juventud. Aprendió a tocar la batería cuando estaba en sexto grado de primaria.
Fue escritor y muy respetado por su solo de batería, sobre todo en el sencillo " In-A-Gadda-Da-Vida ", con su primitiva de batería, que marcan la pauta para las generaciones de bateristas de rock. Ron Bushy también fue un experto en las artes gráficas y ha creado la mayor parte de los logos y obras de arte como se ve en Iron Butterfly de mercancías y la publicidad.
Antes de entrar a Iron Butterfly, Bushy era el baterista de la banda de rock Magic; desde 1977 hasta 1978, junto al vocalista y guitarrista Ron "Rocket" Ritchotte, el exbajista de Iron Butterfly Philip Taylor y el tecladista y vocalista Bill Demartines.
Más tarde, entre 1978  y 1980 siguió siendo baterista pero esta vez de la banda de rock Gold. Junto al mismo guitarrista y vocalista Ron "Rocket" Ritchotte, que cuyo lugar más tarde fue remplazado por Stuart Young.